# Strzałkowo (Powiat Słupecki)
 Strzałkowo (deutsch Stralkowo, seit dem 18. Mai 1943 Stralkau) ist ein Dorf im Powiat Słupecki (Slupcaer Kreis) der polnischen Woiwodschaft Großpolen. Es ist Sitz der gleichnamigen Landgemeinde.

## Geographische Lage
Das Dorf liegt in der historischen Region Posen, etwa dreißig Kilometer südsüdöstlich von Gnesen und 17 Kilometer östlich der Stadt Września (Wreschen).

## Geschichte

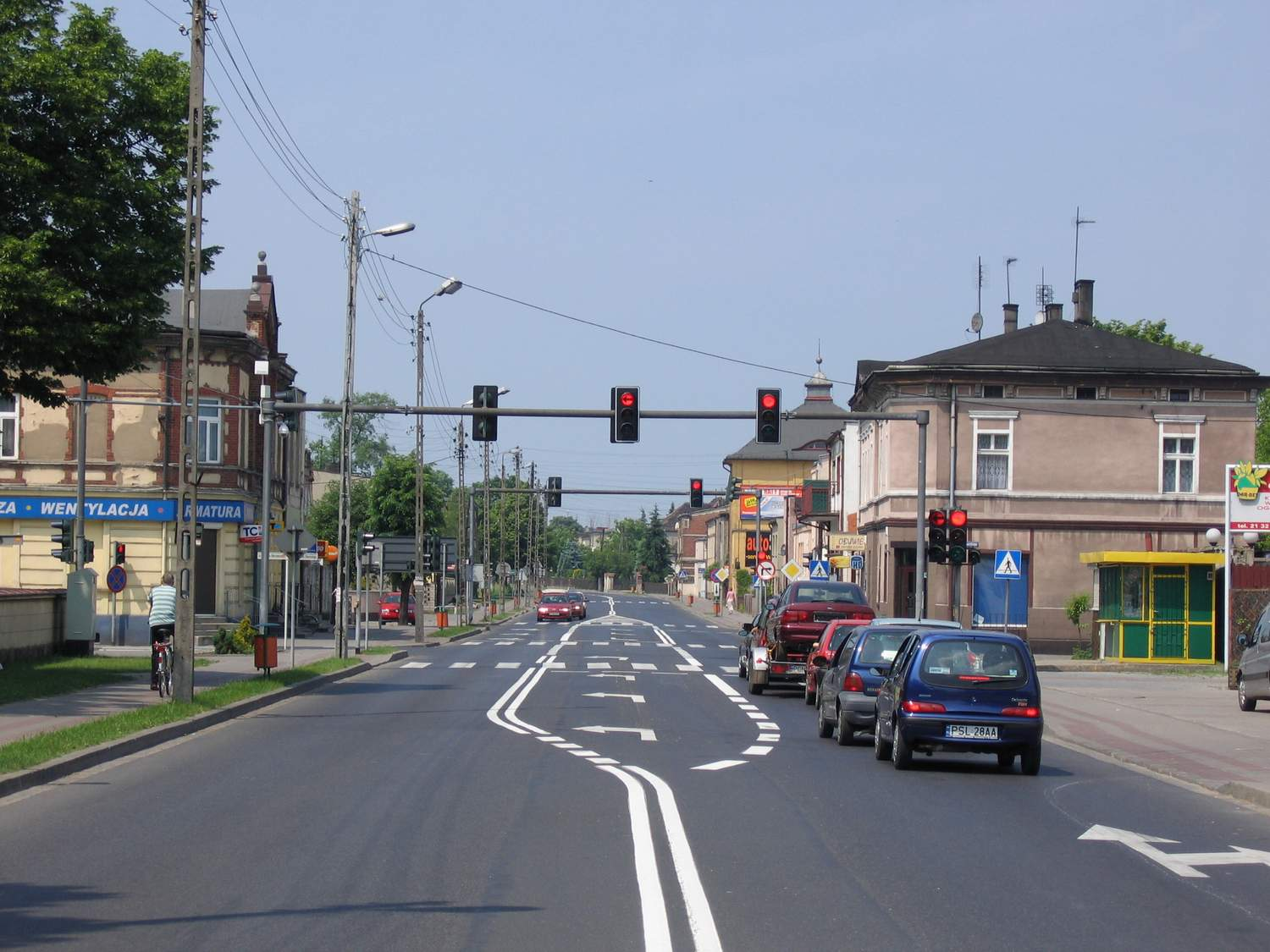
Dorfstraße (2007)

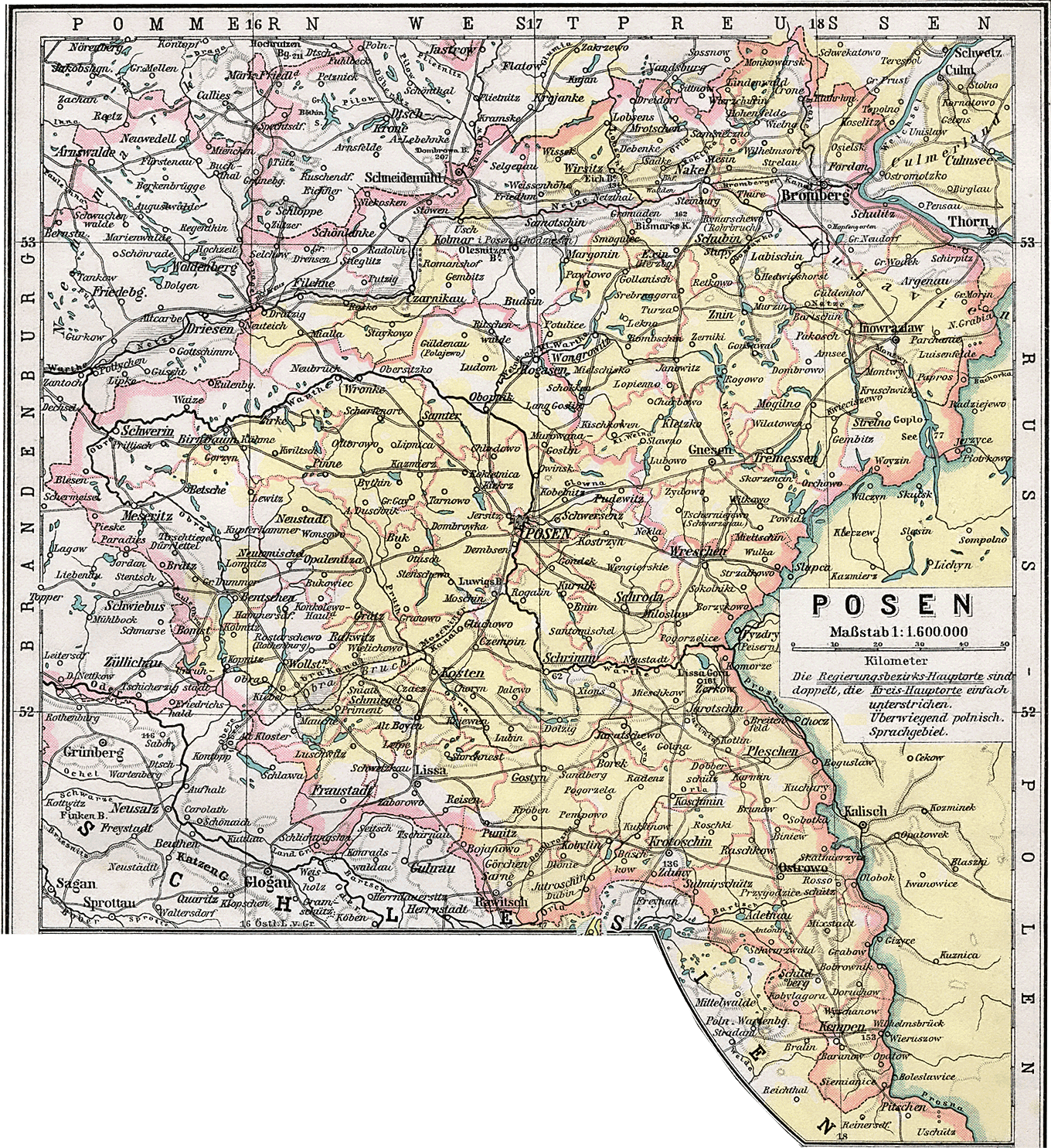
Stralkowo (Strzalkowo), südlich der Stadt Bromberg, ostsüdöstlich der Stadt Posen und östlich der Stadt Wreschen, auf einer Landkarte der Provinz Posen von 1905 (gelb markierte Flächen kennzeichnen Gebiete mit seinerzeit mehrheitlich polnischsprachiger Bevölkerung)

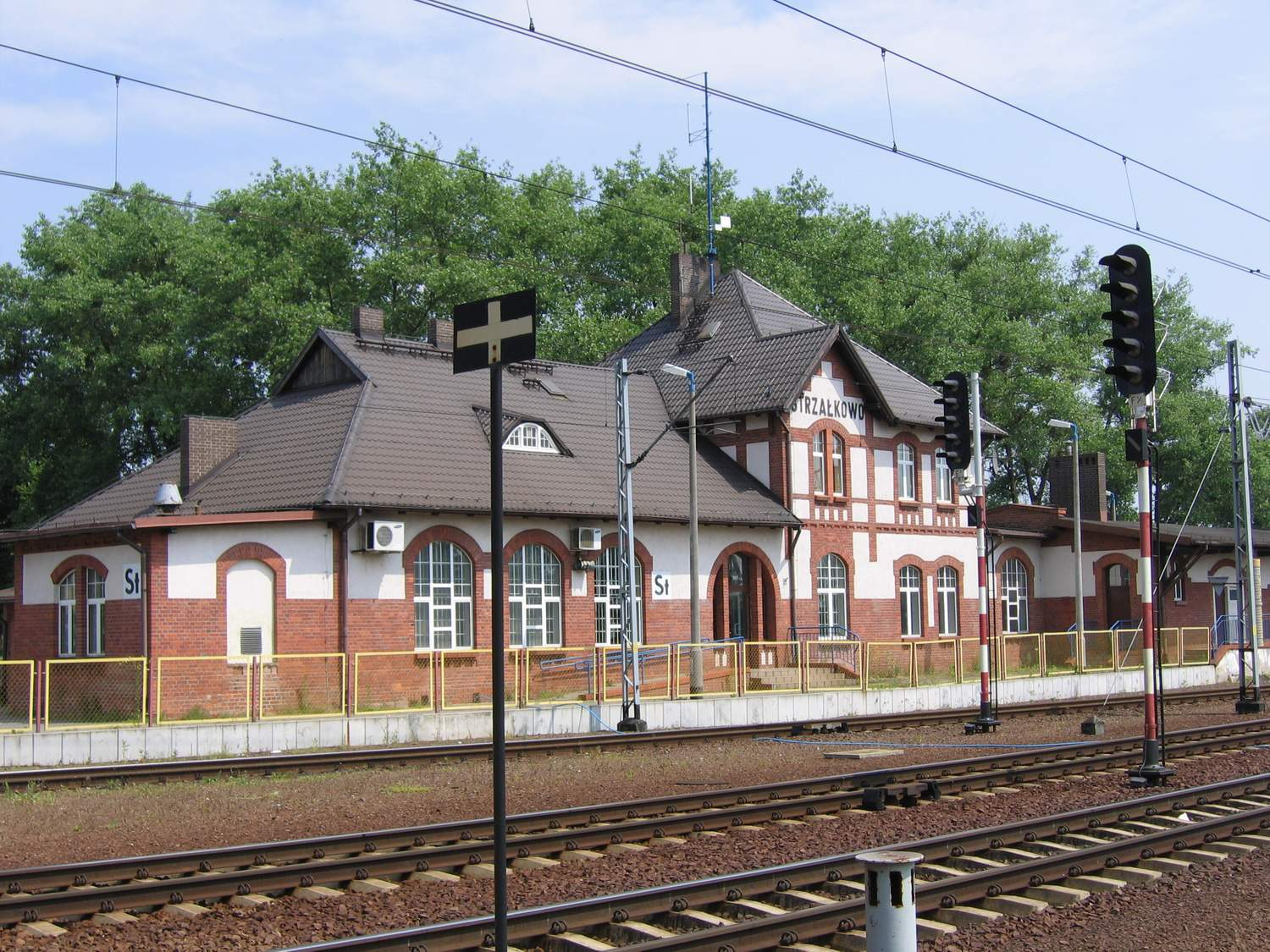
Bahnhof (2007)

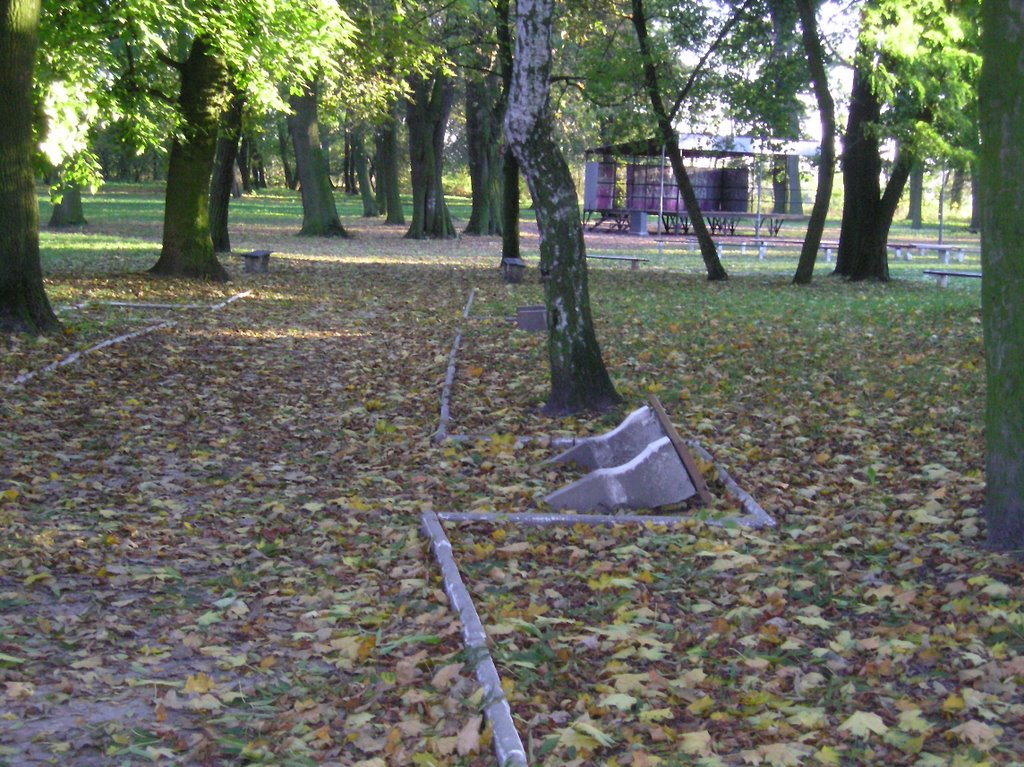
Ehemaliger Gutspark (2004)

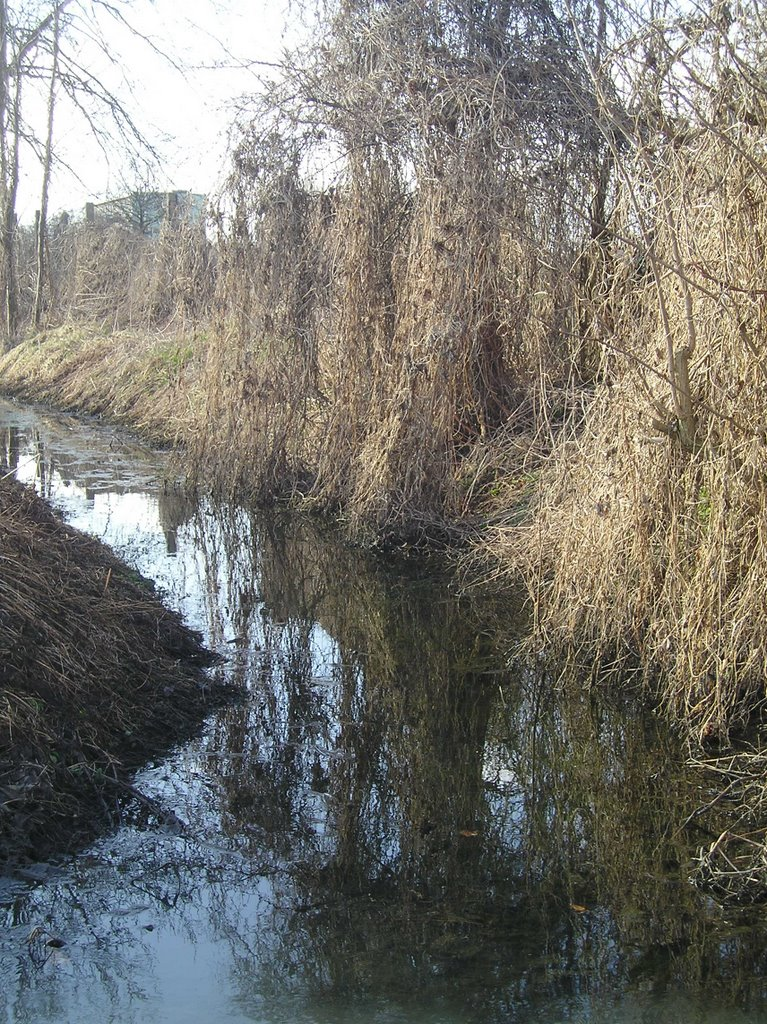
Bach (2006)

Strzalkowo kam 1793 zu Preußen. Seit dem Wiener Kongress verlief östlich des Dorfs die Grenze zum Russischen Reich (Kongresspolen bzw. Weichselland). Strzalkowo hatte 1819 ein Hauptgrenzzollamt, über das unter anderem wechselseitiger Jahrmarkts-Verkehr mit Polen betrieben werden konnte. Außerdem gab es in Strzalkowo ein Grenzpostamt.
Während des Polnischen Aufstands im Großherzogtum Posen 1848, als weitgehend Anarchie herrschte, raubten polnische Insurgenten den Zollbeamten in Strzalkowo die Waffen, und Postbeamten, die um ihr Leben fürchteten, sahen sich genötigt, sich jenseits der Grenze auf russischer Seite in Sicherheit zu bringen.
Um den Güterverkehr zwischen Posen und den polnischen Grenzbezirken über den preußischen Grenzort Strzalkowo zu erleichtern, wo das Zollamt jährlich mehr als 25.000 t ein- und ausgeführte Handelsware abzufertigen hatte, wurde am 1. Januar 1888 die 19,1 Kilometer lange Bahnstrecke Wreschen – Strzalkowo als Fortsetzung der Zweigbahn Posen – Wreschen eröffnet. Importiert wurden über diese Zollstation hauptsächlich landwirtschaftliche Erzeugnisse, Dünge- und Futtermittel sowie Kohlen. Einen spektakulären Anblick boten um die Wende vom 19. zum 20. Jahrhundert hier häufig große Herden polnischer Gänse, die von Gänsehirten über die Grenze und durch das Dorf bis zum Güterbahnhof geleitet wurden.
Bis zum Anfang des 20. Jahrhunderts hatte sich das Dorf zu einem Marktflecken entwickelt. Um 1910 hatte der Ort ein Standesamt, eine Polizeiverwaltung, ein Grenzzollamt, ein Grenzamt der deutschen Arbeiterzentrale, eine evangelische Pfarrkirche, eine katholische Pfarrkirche, einen Bahnhof an der Endstation der Strecke Posen – Wreschen – Stralkowo, eine Zementwarenfabrik, eine Molkerei, eine Mühle und ein Sägewerk.
Im Jahr 1918 gehörte Strzalkowo zum Kreises Wreschen im Regierungsbezirk Posen der preußischen Provinz Posen im Deutschen Reich.
Nach Ende des Ersten Weltkriegs musste die Region aufgrund der Bestimmungen des Versailler Vertrags am 10. Januar 1920 an die Zweite Polnische Republik abgetreten werden. Später wurde in Strzalkowo ein Internierungslager für Deutsche aus dem Olsagebiet eingerichtet.
Nach dem Überfall auf Polen durch die deutsche Wehrmacht am 10. September 1939 wurde die Region wieder in das Reichsgebiet eingegliedert. Der Ort wurde Teil des Reichsgaus Posen und nach dessen Umbenennung 1940 Teil des Warthegaus.
Gegen Ende des Zweiten Weltkriegs erreichte die Rote Armee den Ort im Januar 1945. Bald danach wurde die Region mit dem Dorf von der Sowjetunion der Volksrepublik Polen zur Verwaltung überlassen.

### Demographie
| Jahr | Einwohner | Anmerkungen |
| ---- | --------- | --- |
| 1818 | 0326      | adliges Dorf |
| 1852 | 0298      | Dorf |
| 1864 | 0459      | am 3. Dezember, im Gemeindebezirk und Gutsbezirk zusammen |
| 1867 | 0558      | am 3. Dezember, davon 389 in der Landgemeinde und 169 im Gutsbezirk |
| 1871 | 0669      | am 1. Dezember, davon 457 in der Landgemeinde (135 Evangelische, 243 Katholiken und 79 Juden) und 212 im Gutsbezirk (27 Evangelische, 185 Katholiken) |
| 1885 | 0564      | am 1. Dezember, davon 462 in der Landgemeinde (79 Evangelische, 318 Katholiken und 65 Juden) und 102 im Gutsbezirk (16 Evangelische, 86 Katholiken) |
| 1905 | 1796      | am 1. Dezember, davon 1576 in der Landgemeinde (darunter 234 mit deutscher Muttersprache: 189 Evangelische und 45 Katholiken, 1279 mit polnischer Muttersprache: eine evangelische Person und 1278 Katholiken, außerdem 57 Juden) und 220 im Gutsbezirk (davon 26 Evangelische mit deutscher Muttersprache, 193 Katholiken mit polnischer Muttersprache und eine jüdische Person) |
| 1910 | 1999      | am 1. Dezember, davon 1782 in der Landgemeinde, darunter 341 mit deutscher Muttersprache (236 Evangelische, 59 Katholiken und 46 Juden) und 1435 mit polnischer Muttersprache (sämtlich Katholiken), sowie 217 im Gutsbezirk, darunter 22 mit deutscher Muttersprache (sämtlich Evangelische) und 195 mit polnischer Muttersprache (194 Katholiken und eine evangelische Person)  |

### Rittergut Stralkowo und Vorwerk Stralkowo
Das Rittergut Strzalkowo befand sich 1859 im Besitz von Ernst Schultz. 1895 wird Louis Schultz als Besitzer angegeben, der im Wintersemester 1861/62 die Landwirtschaftsschule Proskau besucht hatte.
Als Besitzer des Vorwerks Stralkowo wird 1895 Heinrich Martin genannt.

## Religionen

### Katholisches Kirchspiel

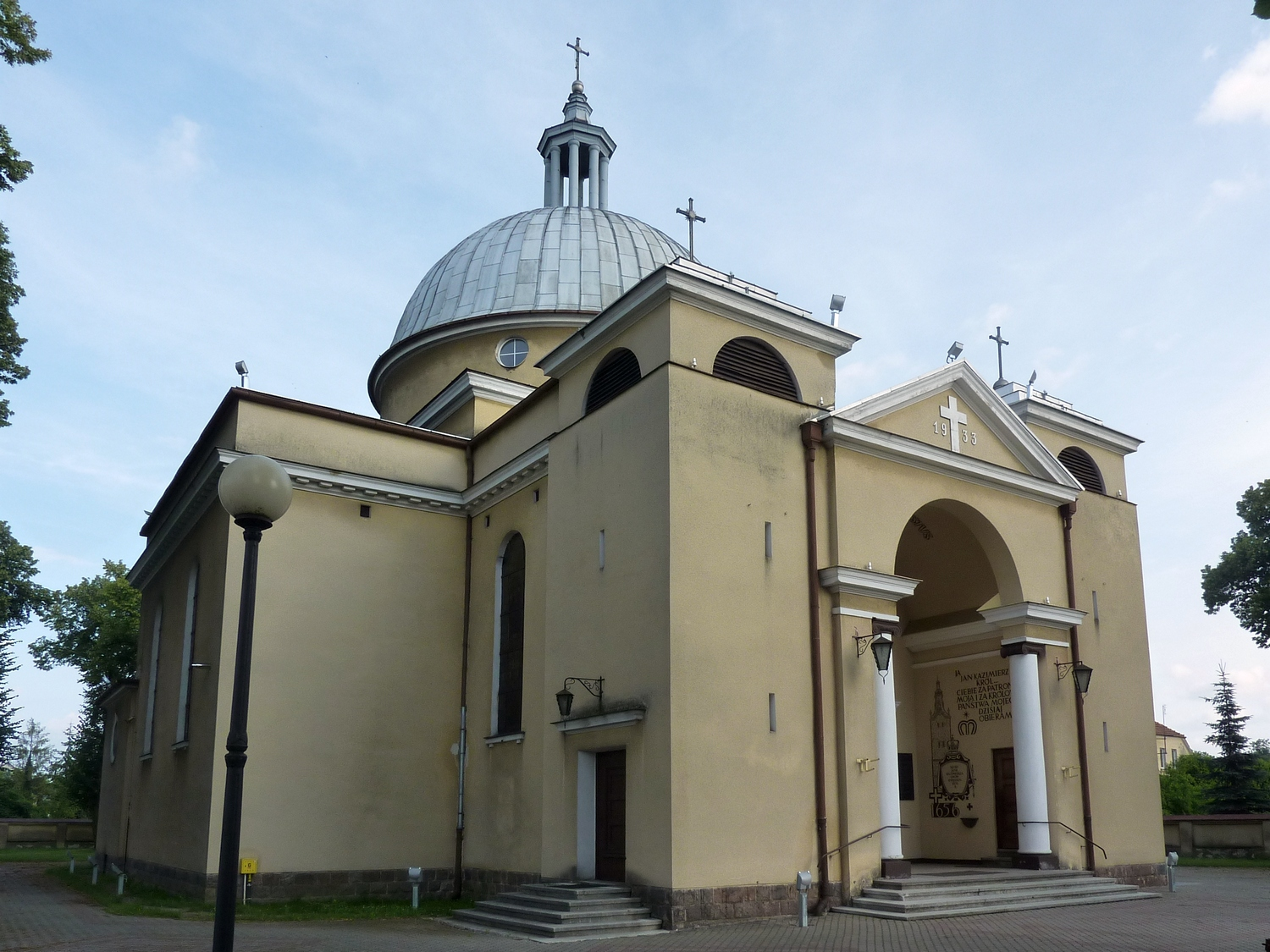
Dorfkirche St. Dorothea (2013), erbaut 1934

Der Vorgängerbau der katholischen Pfarrkirche St. Dorothea war ein einschiffiges Blockholz-Gebäude mit dreiseitig geschlossenem Chor, das 1640 erneuert und 1645 geweiht worden war. Im Jahr 1934 wurde eine Kirche in Massivbauweise nach Plänen des polnischen Architekten Stefan Cybichowski errichtet.
Im Jahr 1397 wurde der Pfarrer urkundlich erwähnt.

### Evangelisches Kirchspiel
Gegen Ende des 19. Jahrhunderts erbauten sich die evangelischen Einwohner eine kleine einschiffige Kirche mit 360 Sitzplätzen und angebautem Pfarrhaus.
Der Backsteinreinbau ruhte auf einem Sockel aus Feldsteinen. Die Dächer wurden mit schwarzglasierten Falzziegeln aus Kodersdorf bei Görlitz gedeckt.
Die evangelischen Einwohner Stralkowos gehörten bis nahezu dem Ende des 19. Jahrhunderts zum evangelischen Kirchspiel der etwa 15 Kilometer nordnordwestlich gelegenen Stadt Witkowo; Stralkowo war damals der entfernteste Ort, den der Pfarrer dieses Kirchspiels zu betreuen hatte. Im letzten Jahrzehnt löste sich die Gemeinde Stralkowo vom Kirchspiel Witkowo und bildete ein selbständiges evangelisches Kirchspiel.